# Francesc de Montcada
Francesc de Montcada i de Montcada (València, 1586 - Goch, Renània, 1635) va ser un militar, diplomàtic i escriptor valencià pertanyent a l'antic llinatge català dels Montcada, gran d'Espanya al servei del comte-duc Olivares, tercer marquès d'Aitona, vescomte d'Illa de Cabrera i de Bas, comte d'Osona, baró de Llagostera i Mestre Racional de Catalunya.

## Família
Va néixer a les darreries de 1586 a València, on va rebre el sagrament del baptisme el 29 de desembre. Fill i hereu de Gastó de Montcada i de Gralla, segon marquès d'Aitona, virrei de Sardenya, i virrei d'Aragó, i de Caterina de Montcada (baronessa de Callosa).
El 1613 es casà en primeres núpcies amb Margarida d'Alagón-Espés i de Cervelló-Castre, (dita Margarida de Castre), baronessa de la Laguna. Fills:
- Guillem Ramon de Montcada i d'Alagón-Espés-Castre.[3] Margarida de Castre morí el 1624, aportant-li la baronia d'Alfajarín i diverses senyories aragoneses.
- Caterina de Montcada i d'Alagón-Espés-Castre, casada amb Lluís Guillem de Montcada i de la Cerda

## Biografia
Rebé formació militar en les galeres del Marquès de Santa Cruz. Poc després es traslladà a la Cort Hispànica de Felip IV de Castella, on es formà culturalment. Des del 1622 estigué sota la protecció del comte duc Olivares, i a instàncies seves fou enviat als Països Baixos en missió protocol·lària.
Posteriorment fou enviat a Catalunya en missió especial i reeixida amb l'objectiu de sufocar el rebuig dels catalans que no acceptaven a Joan Sentís com a nou virrei de Catalunya si abans el rei Felip IV de Castella no jurava les constitucions catalanes, tal com estava establert en les mateixes constitucions.
Del 1624 al 1629 fou ambaixador a Alemanya, prop de l'emperador Ferran II. A partir de 1629 fou enviat d'ambaixador als Països Baixos, esdevenint canceller de la governadora general, la infanta Isabel Clara Eugènia. Del 1630 al 1633 assumí el comandament de les forces navals hispàniques amb el títol de general de l'armada i des del 1632 assumí interinament de les tropes terrestres. A la mort d'Isabel Clara Eugènia l'any 1633 assumí interinament les funcions de governador general, fins a l'arribada del cardenal infant Ferran d'Àustria, i va intentar recuperar infructuosament Rheinberg en 1633 i Maastricht en 1634 sense èxit. Va morir l'any 1635 en un campament militar a Goch. Mai va arribar a presenciar la Guerra dels Segadors

## Obra literària
Es pot perfilar la visió política que tenia dels problemes de la seua època mercès a l'abundant correspondència diplomàtica que es conserva. Part de la seva correspondència també correspon a la documentació que envià a Pèire de Marca per a la redacció de Historia de Bearne.
De la seva producció historiogràfica destaca Expedición de los catalanes y aragoneses contra turcos y griegos, publicada a Barcelona l'any 1623), per bé que la dedicatoria porta data de 1620, sobre els fets de la Companyia Catalana d'Orient. Com a font va emprar la Crònica de Ramon Muntaner, a qui contrastà amb diversos cronistes grecs de l'Imperi Romà d'Orient.
Quedaren sense publicar un estudi anomenat Antigüedad del santuario de Montserrate (hui en dia perdut), i una Genealogía de la casa de los Moncada.
- Expedición de los catalanes y aragoneses contra turcos y griegos, publicada a Barcelona el 1623[7]
- Vida de Anicio Manlio Torquato Severino Boecio, publicada el 1642.[7]
- Genealogía de la casa de los Moncada, part de l'obra de Historia de Bearne de Pèire de Marca[7]
- Antigüedad del santuario de Montserrate[7] inèdit i desaparegut
- Genealogía de la casa de los Moncada inèdit